# ラスト・ウィッチ・ハンター
『ラスト・ウィッチ・ハンター』（The Last Witch Hunter）は、2015年にアメリカ合衆国で製作されたアクションファンタジー映画。監督はブレック・アイズナー。製作・主演をヴィン・ディーゼルが務めた。

## ストーリー
今から800年前。魔女の女王により家族を殺されたコールダーは、女王に対して復讐を成し遂げるが、その代償により不老不死の呪いをかけられてしまう。それから現代に至るまで、コールダーは「魔女ハンター」として人知れず魔女との戦いを続けており、彼の相棒となる神父には「ドーラン」の名が授けられていた。
そんなある日、長年相棒を務めてきた36代目ドーランが何者かに殺害される。彼を殺したのは、自身が800年前に葬ったはずの魔女の女王であると知ったコールダーは、37代目ドーランと共に女王を再び亡き者にしようと決意する。

## キャスト
※括弧内は日本語吹替
- コールダー - ヴィン・ディーゼル（楠大典）
- 37代目ドーラン - イライジャ・ウッド（浪川大輔）
- 36代目ドーラン - マイケル・ケイン（牛山茂）
- クロエ - ローズ・レスリー（田中杏沙）
- ベリアル - オラフル・ダッリ・オラフソン
- 魔女の女王 - ジュリー・エンゲルブレヒト（英語版）（槇原千夏）
- マックス - イザック・ド・バンコレ
- グリーザー - レナ・オーウェン（英語版）
- ヘレナ - ロッテ・ファービーク
- エリック - ジョセフ・ギルガン（村井雄治）